# Рибера Арга-Арагон
Рибера Арга-Арагон (исп. Ribera Arga-Aragón) — комарка и субзона (в соответствии с Зонированием Наварры-2000) в автономном сообществе Наварра (Испания), входящая в зону Рибера Альта. Эта комарка состоит из 14 муниципалитетов, из них 4 относятся к мериндаду Тудела, а остальные — к мериндаду Олите.

## Физическая география

### Географическое положение
Комарка Рибера Арга-Арагон расположена в южной части автономного сообщества Наварра. В пределах комарки река Арга впадает в реку Арагон, а река Арагон, в свою очередь, впадает в реку Эбро. На севере комарка Рибера Арга-Арагон граничит с комарками Тафалья и Сангуэса, на востоке с провинцией Сарагоса, на юге с комаркой Тудела, на западе с комаркой Рибера дель Альто Эбро и автономным сообществом Риоха.

## Муниципалитеты
Комарка Рибера Арга-Арагон включает в себя 14 муниципалитетов. Численность населения и площадь муниципалитетов приведены за 2014 год по данным испанского Национального института статистики.
| Муниципалитет      | Численность населения | Площадь, км² | Плотность населения, чел./км² |
| ------------------ | --------------------- | ------------ | ----------------------------- |
| Вильяфранка        | 2.860                 | 46,23        | 61,86                         |
| Кадрейта           | 2.046                 | 27,20        | 75,22                         |
| Капарросо          | 2.794                 | 80,80        | 34,58                         |
| Каркастильо        | 2.504                 | 97,00        | 25,81                         |
| Марсилья           | 2.823                 | 21,88        | 129,02                        |
| Мелида             | 742                   | 26,11        | 28,42                         |
| Милагро            | 3.366                 | 28,34        | 118,77                        |
| Миранда де Арга    | 878                   | 59,79        | 14,68                         |
| Мурильо эль Куэнде | 653                   | 58,72        | 11,12                         |
| Мурильо эль Фруто  | 640                   | 33,79        | 18,94                         |
| Перальта           | 5.889                 | 88,57        | 66,49                         |
| Сантакара          | 895                   | 33,96        | 26,35                         |
| Фальсес            | 2.443                 | 114,89       | 21,26                         |
| Фунес              | 2.488                 | 52,97        | 46,97                         |